# تپه‌کوی (شاوشات)
تپه‌کوی (به ترکی استانبولی: Tepeköy) یک منطقهٔ مسکونی در ترکیه است که در شاوشات واقع شده‌است. تپه‌کوی ۳۸۰ نفر جمعیت دارد.